# Cryptus genalis
Cryptus genalis är en stekelart som beskrevs av Tschek 1872. Cryptus genalis ingår i släktet Cryptus och familjen brokparasitsteklar. Inga underarter finns listade i Catalogue of Life.